# Kermit Washington
Kermit Alan Washington (* 17. September 1951 in Washington, D.C.) ist ein ehemaliger US-amerikanischer Basketballspieler der für die NBA-Vereine Los Angeles Lakers, Boston Celtics, San Diego Clippers, Portland Trail Blazers und Golden State Warriors spielte. Der 2,01 Meter große Washington galt als einer der stärksten Verteidiger auf seiner Position. Seine Karriere wurde aber von einem Faustschlag gegen Rudy Tomjanovich überschattet. „The Punch“ leitete das Ende der so genannten „Enforcer“-Ära in der NBA ein.

## Karriere
Washington wurde im NBA-Draft 1973 von den Los Angeles Lakers an fünfter Stelle ausgewählt. In seinen ersten drei Jahren war Washington Bankdrücker, ehe er sich 1976 in die Starting Five spielte und zum „Enforcer“ (Leibwächter) von Center Kareem Abdul-Jabbar ernannt wurde. So nannte man Spieler von großer physischer Härte, die die eigenen Stars schützten und gegnerische Stars mit harten Fouls einschüchterten. Die NBA befand sich einer Phase, in der Faustkämpfe üblich waren und Wegrennen als Feigheit ausgelegt wurde. In dieser Zeit machte Washington 11 Punkte und 11 Rebounds pro Spiel.

## The Punch
Am 9. Dezember 1977 spielten die Lakers gegen die Houston Rockets mit Star-Forward Rudy Tomjanovich. Nach einem harten Foul gerieten Rocket Kevin Kunnert und die Lakers Abdul-Jabbar und Washington aneinander. Als Tomjanovich Kunnert helfen wollte, schwang Washington herum und schlug Tomjanovich mit einem Schlag KO. Abdul-Jabbar verglich das Geräusch mit dem einer „zerplatzenden Melone“, und die Stille danach nannte Rockets-Guard Mike Newlin die „lauteste Stille überhaupt“. Tomjanovich selbst dachte, die Anzeigetafel sei auf ihn gefallen. Washingtons Schlag – der bis heute nur „The Punch“ genannt wird – hatte sein Gesicht zertrümmert und lebensbedrohliche Hirnblutungen verursacht. Die NBA sperrte Washington für zwei Monate und er musste 10.000 Dollar Strafgeld zahlen. Die NBA erhöhte die Strafen für unsportliche Fouls drastisch und beendete die „Enforcer“-Ära. Washingtons Ruf war zerstört. Obwohl er nur einer von vielen Enforcern gewesen war, galt er überall als der Schurke, der fast den beliebten Tomjanovich getötet hatte. Er wurde eine persona non grata bei den Lakers und bald zu den Celtics transferiert. Mitspieler Jerry West (der später Manager von Los Angeles wurde) erklärte: „Kermit in seiner schlimmsten Stunde beizustehen wäre im Nachhinein besser gewesen, aber er war solch ein Public Relations-Desaster, dass wir ihn abgeben mussten.“ Obwohl Tomjanovich wieder gesund wurde und ein Comeback schaffte, gelang es ihm nie wieder, sein altes Niveau zu erreichen.
Eine öffentliche Entschuldigung für „The Punch“ blieb aus, was von Tomjanovichs Teamkollegen Calvin Murphy und John Lucas hart kritisiert wurde. 2008 stellte Tomjanovich fest, dass er Washington trotz fehlender Entschuldigung „verziehen“ habe.

## Spätere Karriere
Washington wurde nach einem kurzen Intermezzo von den Boston Celtics zu den Clippers transferiert, wo er ein Jahr spielte und wieder 11 Punkte und 11 Rebounds pro Spiel schaffte. Danach folgten drei Jahre bei den Trail Blazers. Lange von den eigenen Fans ausgebuht, wurde er in Oregon ein verlässlicher Leistungsträger (14 Punkte, 12 Rebounds pro Spiel). Lohn war sein erstes und einziges All-Star-Spiel 1980 und zwei Nominierungen für das All-Defensive-Team 1980 und 1981. 1982 beendete er seine Karriere, gab aber 1987 ein kurzes Comeback bei den Warriors und hörte dann ganz auf.

## Privatleben
Washington war mit Pat Carter verheiratet, die Ehe wurde aber geschieden. Washington wollte ursprünglich nach dem „Punch“ Trainer werden, weil sein Ruf aber zerstört war, blieben alle Bewerbungen unerwidert. Er versank in Depressionen und fand erst neuen Lebensmut, als er sich für diverse karitative Projekte in Kenia engagierte.
2017 bekannte er sich in einem Gerichtsverfahren schuldig, Spendengelder in sechsstelliger Höhe, die an seine Wohltätigkeitsorganisation Project Contact Africa gezahlt wurden, für private Zwecke verwendet zu haben.

## Dokumentation
Im Jahr 2006 drehte die NBA eine einstündige Dokumentation über Washington mit dem Titel Searching for Redemption: The Kermit Washington Story. Es beschreibt den Aufstieg Washingtons, den „Punch“ und die Auswirkungen danach. Es beleuchtet auch, wie rau die NBA in den siebziger Jahren war und unsportliche Fouls üblich waren.